# Велика Раса (міфи Ктулху)

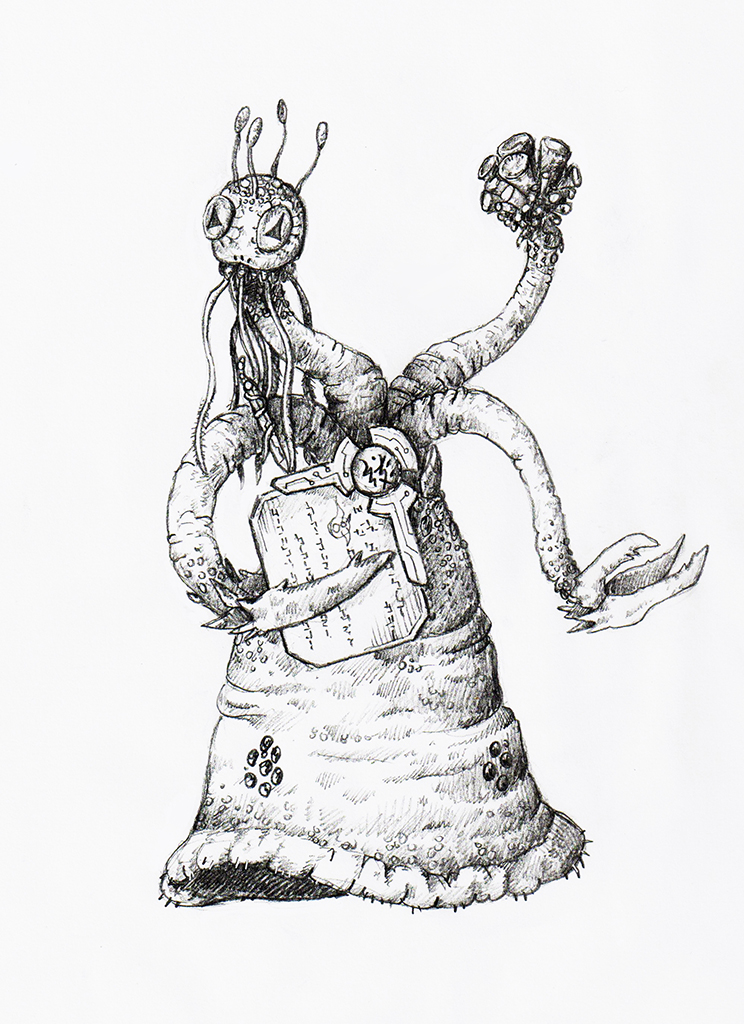
Представник Великої Раси (фанатський малюнок)

Велика раса Їт (англ. Great Race of Yith) — вигадані розумні істоти в Міфах Ктулху, створених Говардом Лавкрафтом. Вперше згадується в оповіданні Лавкрафта «Тінь з позачасся». Раса названа великою, оскільки тільки вона змогла опанувати подорожі в часі. В оповіданні «Тінь з позачасся» їх називають просто Великою расою, а назву планети (Їт) згадано лише один раз. На відміну від багатьох інших рас, які фігурують в міфах Ктулху, Велика раса описана Лавкрафтом дуже ретельно. Майже третина оповідання «Тінь з позачасся» присвячена опису побуту, зовнішнього вигляду, архітектури та інших особливостей цих істот.

## Вигляд
Зі слів оповідача в творі «Тінь з позачасся» вигляд представників Великої раси такий:
|  | …Самі ці істоти зовні виглядали як величезні складчасті конуси заввишки до десяти футів, голова і деякі інші органи яких містилися на кінцях товстих еластичних відростків, що виходили з вершини конуса. Думки свої вони висловлювали за допомогою клацаючих і скребучих звуків, що видаються великими лапами або клешнями, які вінчають два з чотирьох згаданих відростків, а пересувалися шляхом розширення і стиснення нижньої частини конуса, покритої якимось особливим клейким ферментом. - Г.Ф. Лавкрафт, "Тінь з позачасся" |

## Історія
Як описано в «Тіні з позачасся», Велика Раса, коли вона ще не була великою, населяла планету Їт понад 200 мільйонів років тому. Їтіанці оволоділи здатністю переміщення свідомості в інше тіло, і коли їх планета почала вмирати, всі вони перемістили свої свідомості на Землю, в тіла нерозумних конусоподібних істот. Там вони продовжили свої дослідження, і незабаром змогли переносити свідомість не тільки крізь простір, але і через мільйони років в обох напрямках. Час став підвладний їм, і Їтіанці використовували його для своїх подальших наукових пошуків, в процесі пізнаючи все, що було, і все, що ще не сталося. Вони оволоділи найкращими технологіями минулого і майбутнього. Правда, в майбутньому вони не бачили себе у вигляді тих самих конусоподібних істот. Вони дізналися, що через кілька десятків років їх раса зникне у зв'язку з жахливим катаклізмом, і відбудеться це в період, який пізніше люди назвуть Крейдяним (близько 65 мільйонів років до нашого часу). Цей катаклізм породив в Їтіанців первісний жах, як і те, що стане його причиною — моторошні «летючі поліпи», що жили під землею. З якоїсь причини Велика Раса не знайшла способу боротьби з ними, і продовжувала їх боятися.
Дізнавшись, що їх чекає в майбутньому, перед самим катаклізмом вони перемістили свої свідомості крізь час далеко вперед, в тіла представників павукоподібної раси, яка населятиме Землю після смерті людства і раси, яка житиме після неї. Таким чином Велика Раса продовжила своє існування і дослідження.

## Контакти з людьми
При обміні тілами з представниками тієї чи іншої епохи Їтіанці відправляли свою свідомість в тіло обраного в його часі, а своє тіло на час надавали свідомості полоненого. В тілі бранця вони залишалися протягом декількох років, вивчаючи книги і світ його часу. В «Тіні з позачасся» описується як жертва, заточена в тіло конусоподібного Їтіанця, була змушена жити в доісторичному світі; незабаром після свого прибуття вона отримувала доступ до бібліотеки Великої Раси, в якій зберігалася вся інформація, здобута нею. Щойно Їтіанець-мандрівник був готовий повернутися в свою епоху, спогади бранця блокувалися, і він безпечно повертався у своє тіло. Єдиним нагадуванням про те, що сталося, інколи залишалися його сни, в яких він бачив себе в тілі конусоподібної істоти, спілкувався із собі подібними і читав таблички з бібліотеки.

## Велика Раса в масовій культурі
Раса Їт фігурує у відеогрі Call of Cthulhu: Dark Corners (2005), де головний герой обмінюється з одним з її представників тілами. Також згадується в настільних іграх CthulhuTech, Call of Cthulhu.
Крім того раса Їт згадується в деяких творах про Конана-варвара та є елементом тла супергероїчного всесвіту Marvel.